# Недашево 2
Неда́шево 2 (бел. Нядашава 2) — деревня в составе Подгорьевского сельсовета Могилёвского района Могилёвской области Белоруссии.

## Население
- 1999 год — 35 человек
- 2010 год — 22 человека